# Серовское никелевое месторождение
Серовское никелевое месторождение (Еловское месторождение) — месторождение в России, расположенное в Свердловской области, в 10 километрах севернее города Серова. Балансовые запасы окисленных никель-кобальтовых руд оцениваются приблизительно в 1 миллиард тонн.
В настоящее время ожидается, что Серовское месторождение будет добывать около 1,7 миллионов тонн руды в год. На месторождении в течение 30 лет работает карьер, за эти годы создана необходимая инфраструктура, включая железную и автомобильные дороги, газо-, водо-, энергоснабжение и т. д. Железнодорожный подъездной путь к карьеру проложен от станции Источник на электрифицированной линии Серов—Североуральск Свердловской железной дороги. Название Еловское происходит от близлежащей (~2 км) деревни Еловка, стоящей на реке Еловка.
Серовский рудный район является самым крупным никелевым объектом в регионе. Месторождение приурочено к Замарайской мезозойско-кайнозойской депрессии и располагается на площадях Кольского, Устейского и Вагранского серпентинитовых альпинотипных массивов Офиолитового пояса Урала. Руды Еловского месторождения образовались в результате преобразования ультрамафитов Кольского дунит-гарцбургитового массива. Рудное поле вытянуто в меридиональном направлении в виде серповидной залежи длиной 2,5 км и шириной 100—650 м. 
Основные никель-содержащие минералы месторождения — монтмориллонит, нонтронит, хлорит, гидроксиды железа. Еловское гипергенное никелевое месторождение — единственное из всех месторождений коры выветривания Урала, где железистый хлорит шамозит содержится не в количестве первых процентов, а имеет породообразующее значение и слагает специфические никеленосные метасоматиты существенно шамозитового состава, в том числе клинохлор-бриндлейит-шамозитовые метасоматиты. Специалисты Горного университета в Санкт-Петербурге предполагают, что месторождение имеет глубинные гидротермальные корни, что увеличивает возможность обнаружения богатых никелевых руд на глубоких горизонтах.